# Folkeafstemningen i Portugal om forfatningen 1933
Folkeafstemningen i Portugal om forfatningen 1933 blev afholdt i Portugal den 19. marts 1933. Den nye forfatning blev godkendt af 99,5% af vælgerne, i en folkeafstemning, hvor hverken for eller imod blev talt som støtte stemmer. Det institutionaliserede Estado Novo til en etpartistat ledet af António de Oliveira Salazar, og der fastsattes at afholdes direkte valgt af præsident og parlament imellem en fireårig periode.

## Resultat
| Folkeafstemningen i Portugal om forfatningen 1933 |           |        |
| Valg                                              | Stemmer   | %      |
| Ja                                                | 1.292.864 | 99.52  |
| Ja                                                | 6.190     | 0.48   |
| Gyldige stemmer                                   | 1.299.054 | 99.95  |
| Ugyldige og blanke stemmer                        | 666       | 0.05   |
| Totale stemmer                                    | 1.299.720 | 100,00 |
| Registrerede vælgere og deltagelse                | 1.330.258 | 97.70  |
| Kilde: Nohlen & Stöver                            |           |        |